# Patrick Oboya
Patrick Oboya Onyango, né le 19 février 1987 à Nairobi au Kenya, est un footballeur international kényan qui évolue au poste d'attaquant. 
Son oncle, Peter Dawo, était également footballeur.

## Biographie
Il joue notamment en première division slovaque et en première division tchèque.
Avec l'équipe du Kenya, il reçoit 28 sélections et inscrit 2 buts entre 2007 et 2011.
Il joue 13 matchs comptant pour les éliminatoires de la coupe du monde, lors des éditions 2010 et 2014.

## Palmarès
- Champion du Kenya en 2007 avec le Tusker FC
- Champion du Kenya en 2013 et 2014 avec le Gor Mahia FC